# 승평 (동진)
승평(昇平)은 중국 동진(東晉) 목제(穆帝)의 두 번째 연호이다. 357년에서 362년 1월까지 5년 동안 사용하였다. 361년 5월에 목제의 뒤를 이어 즉위한 애제(哀帝)가 남은 8개월 동안 이어서 사용하였으며 362년에 개원하였다.
같은 시기에 사용된 다른 연호로는 전량(前凉)에서 사용한 건흥(建興 : 313년 ~ 361년), 전연(前燕)에서 사용한 원새(元璽 : 352년 ~ 357년), 광수(光壽 : 357년 ~ 359년), 건희(建熙 : 360년 ~ 370년), 전진(前秦)에서 사용한 수광(壽光 : 355년 ~ 357년), 영흥(永興 : 357년 ~ 359년), 감로(甘露 : 359년 ~ 364년), 대(代)에서 사용한 건국(建國 : 338년 ~ 376년)이 있다.
한편 전량(前凉)은 361년 12월에 그동안 사용하던 서진(西晉)의 건흥(建興)에서 동진의 승평으로 개원하였다. 동진이 융화(隆和)로 개원한 후에도 승평 연호를 계속 사용하여 376년에 멸망할 때까지 이어갔다.

## 개원
승평(昇平) 원년 1월 1일(357년 2월 6일)에 연호를 승평(昇平)으로 개원함.

## 연대대조표
| 승평                | 원년                           | 2년        | 3년                 | 4년                 | 5년                 | 6년        |
| 서력                | 357년                          | 358년      | 359년               | 360년               | 361년               | 362년      |
| 육십간지 (六十干支) | 정사(丁巳)                     | 무오(戊午) | 기미(己未)          | 경신(庚申)          | 신유(辛酉)          | 임술(壬戌) |
| 전량 (前凉)         | 건흥(建興) 45년                | 46년       | 47년                | 48년                | 49년 승평(昇平) 5년 | 6년        |
| 전연 (前燕)         | 원새(元璽) 6년 광수(光壽) 원년 | 2년        | 3년                 | 4년 건희(建熙) 원년 | 2년                 | 3년        |
| 전진 (前秦)         | 수광(壽光) 3년 영흥(永興) 원년 | 2년        | 3년 감로(甘露) 원년 | 2년                 | 3년                 | 4년        |
| 대 (代)             | 건국(建國) 20년                | 21년       | 22년                | 23년                | 24년                | 25년       |

## 삭일(1일)
| 승평 원년 (357년) | 1월             | 2월             | 3월             | 4월             | 5월             | 6월             | 7월             | 8월             | 9월             | 10월            | 11월            | 12월            |                 |
| ----------------- | --------------- | --------------- | --------------- | --------------- | --------------- | --------------- | --------------- | --------------- | --------------- | --------------- | --------------- | --------------- | --------------- |
| 삭일(음력)        | 임술일 (壬戌日) | 신묘일 (辛卯日) | 신유일 (辛酉日) | 경인일 (庚寅日) | 경신일 (庚申日) | 기축일 (己丑日) | 기미일 (己未日) | 기축일 (己丑日) | 무오일 (戊午日) | 무자일 (戊子日) | 정사일 (丁巳日) | 정해일 (丁亥日) |                 |
| 율리우스력        | 357년 2월 6일   | 3월 7일         | 4월 6일         | 5월 5일         | 6월 4일         | 7월 3일         | 8월 2일         | 9월 1일         | 9월 30일        | 10월 30일       | 11월 28일       | 12월 28일       |                 |
| 승평 2년 (358년)  | 1월             | 2월             | 3월             | 윤3월           | 4월             | 5월             | 6월             | 7월             | 8월             | 9월             | 10월            | 11월            | 12월            |
| 삭일(음력)        | 병진일 (丙辰日) | 병술일 (丙戌日) | 을묘일 (乙卯日) | 을유일 (乙酉日) | 갑인일 (甲寅日) | 갑신일 (甲申日) | 계축일 (癸丑日) | 계미일 (癸未日) | 임자일 (壬子日) | 임오일 (壬午日) | 임자일 (壬子日) | 신사일 (辛巳日) | 신해일 (辛亥日) |
| 율리우스력        | 358년 1월 26일  | 2월 25일        | 3월 26일        | 4월 25일        | 5월 24일        | 6월 23일        | 7월 22일        | 8월 21일        | 9월 19일        | 10월 19일       | 11월 18일       | 12월 17일       | 359년 1월 16일  |
| 승평 3년 (359년)  | 1월             | 2월             | 3월             | 4월             | 5월             | 6월             | 7월             | 8월             | 9월             | 10월            | 11월            | 12월            |                 |
| 삭일(음력)        | 경진일 (庚辰日) | 경술일 (庚戌日) | 기묘일 (己卯日) | 기유일 (己酉日) | 무인일 (戊寅日) | 무신일 (戊申日) | 정축일 (丁丑日) | 정미일 (丁未日) | 병자일 (丙子日) | 병오일 (丙午日) | 을해일 (乙亥日) | 을사일 (乙巳日) |                 |
| 율리우스력        | 359년 2월 14일  | 3월 16일        | 4월 14일        | 5월 14일        | 6월 12일        | 7월 12일        | 8월 10일        | 9월 9일         | 10월 8일        | 11월 7일        | 12월 6일        | 360년 1월 5일   |                 |
| 승평 4년 (360년)  | 1월             | 2월             | 3월             | 4월             | 5월             | 6월             | 7월             | 8월             | 9월             | 10월            | 11월            | 12월            | 윤12월          |
| 삭일(음력)        | 갑술일 (甲戌日) | 갑진일 (甲辰日) | 갑술일 (甲戌日) | 계묘일 (癸卯日) | 계유일 (癸酉日) | 임인일 (壬寅日) | 임신일 (壬申日) | 신축일 (辛丑日) | 신미일 (辛未日) | 경자일 (庚子日) | 경오일 (庚午日) | 기해일 (己亥日) | 기사일 (己巳日) |
| 율리우스력        | 360년 2월 4일   | 3월 4일         | 4월 3일         | 5월 2일         | 6월 1일         | 6월 30일        | 7월 30일        | 8월 28일        | 9월 27일        | 10월 26일       | 11월 25일       | 12월 24일       | 361년 1월 23일  |
| 승평 5년 (361년)  | 1월             | 2월             | 3월             | 4월             | 5월             | 6월             | 7월             | 8월             | 9월             | 10월            | 11월            | 12월            |                 |
| 삭일(음력)        | 무술일 (戊戌日) | 무진일 (戊辰日) | 정유일 (丁酉日) | 정묘일 (丁卯日) | 병신일 (丙申日) | 병인일 (丙寅日) | 병신일 (丙申日) | 을축일 (乙丑日) | 을미일 (乙未日) | 갑자일 (甲子日) | 갑오일 (甲午日) | 계해일 (癸亥日) |                 |
| 율리우스력        | 361년 2월 21일  | 3월 23일        | 4월 21일        | 5월 21일        | 6월 19일        | 7월 19일        | 8월 18일        | 9월 16일        | 10월 16일       | 11월 14일       | 12월 14일       | 362년 1월 12일  |                 |
| 승평 6년 (362년)  | 1월             | 2월             | 3월             | 4월             | 5월             | 6월             | 7월             | 8월             | 9월             | 10월            | 11월            | 12월            |                 |
| 삭일(음력)        | 계사일 (癸巳日) | 임술일 (壬戌日) | 임진일 (壬辰日) | 신유일 (辛酉日) | 신묘일 (辛卯日) | 경신일 (庚申日) | 경인일 (庚寅日) | 기미일 (己未日) | 기축일 (己丑日) | 기미일 (己未日) | 무자일 (戊子日) | 무오일 (戊午日) |                 |
| 율리우스력        | 362년 2월 11일  | 3월 12일        | 4월 11일        | 5월 10일        | 6월 9일         | 7월 8일         | 8월 7일         | 9월 5일         | 10월 5일        | 11월 4일        | 12월 3일        | 363년 1월 2일   |                 |

## 같이 보기
- 다른 왕조의 같은 연호
  - 전량(前凉) 승평(361년 ~ 376년)

- 중국의 연호